# Hans Arbien
Hans Johan Arbien (Christiania,  5 de enero de 1713-Copenhague, 4 de diciembre de 1766) fue un pintor noruego.
Hans Arbien llegó a Copenhague en 1736 y fue alumno de Carl Gustaf Pilo. Es conocido como pintor de retratos y, entre sus obras, se encuentran dos retratos de la familia Rosenkrantz, así como el retrato del consejero Peter Vogt y su esposa. 